# Woskownik zębaty

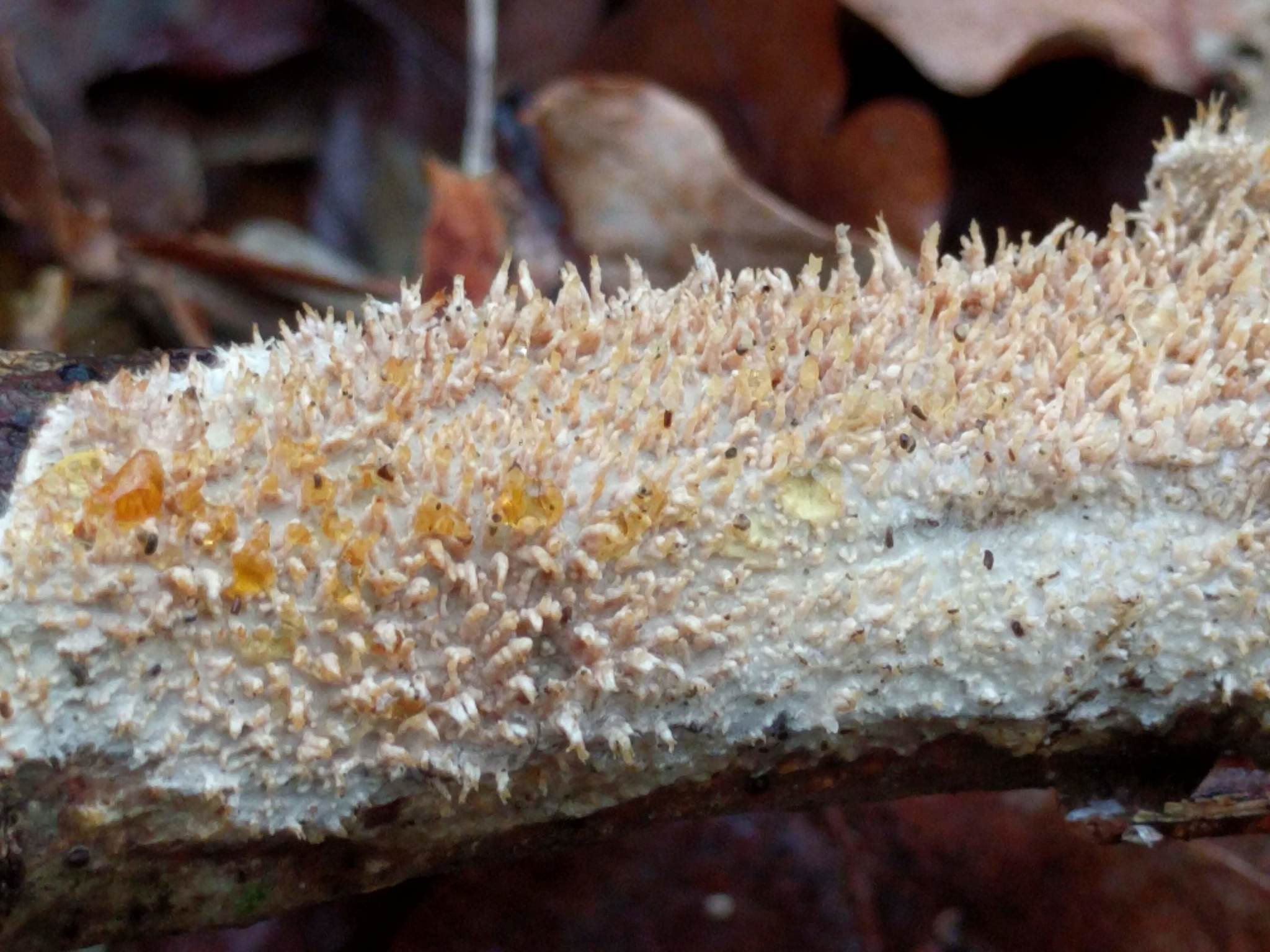

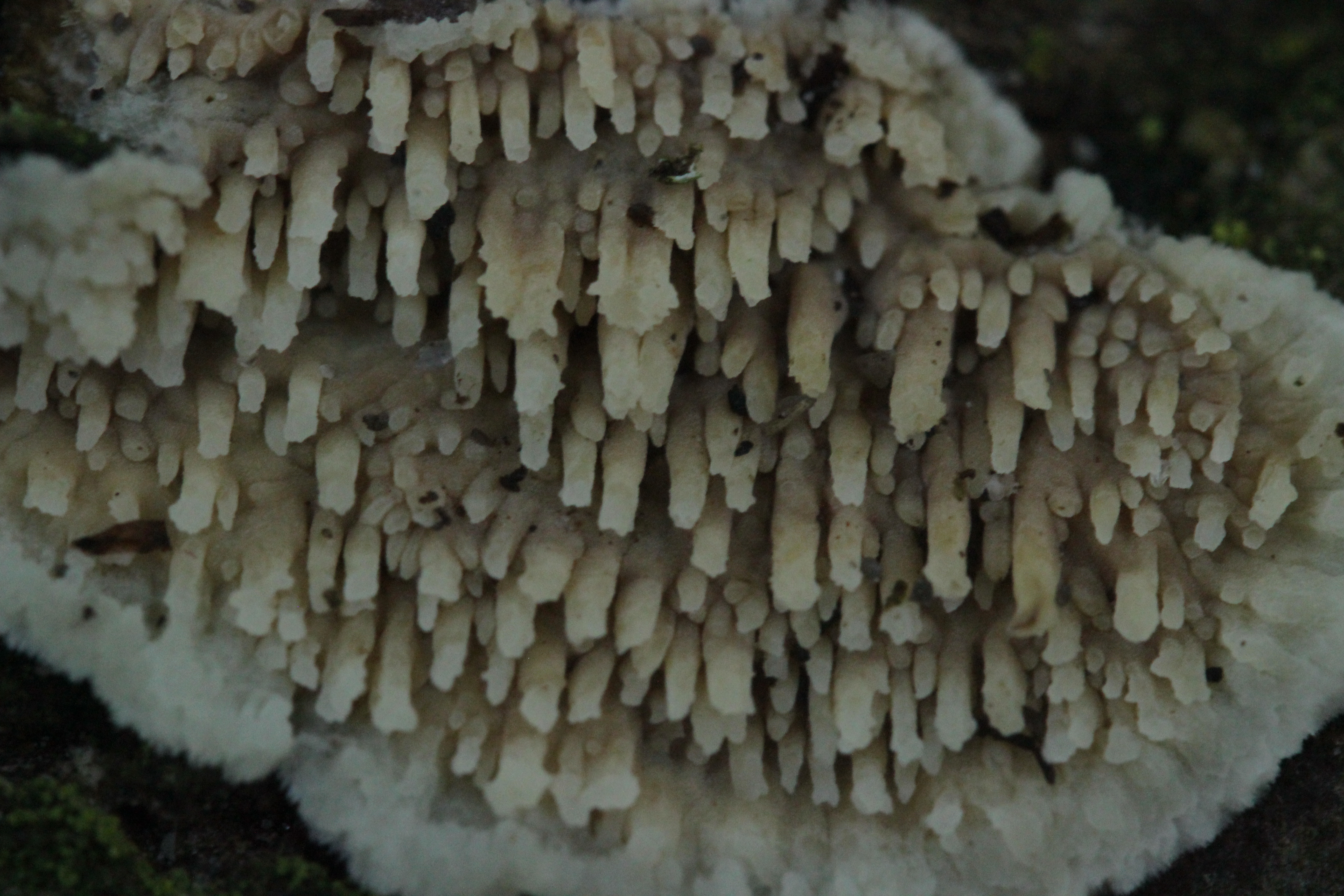

Woskownik zębaty (Radulomyces molaris (Chaillet ex Fr.) M.P. Christ.) – gatunek grzybów z rodziny Radulomycetaceae.

## Systematyka i nazewnictwo
Pozycja w klasyfikacji według Index Fungorum: Radulomycetaceae, Agaricales, Agaricomycetidae, Agaricomycetes, Agaricomycotina, Basidiomycota, Fungi.
Po raz pierwszy zdiagnozowali go w 1828 r. Jean Frédéric de Chaillet i Elias Fries nadając mu nazwę Radulon molare. Obecną, uznaną przez Index Fungorum nazwę nadał mu Mads Peter Christiansen w 1960 r.
Niektóre Synonimy nazwy naukowej:

- Acia membranacea (Bull.) P. Karst
- Basidioradulum molare (Chaillet ex Fr.) H. Furuk.
- Cerocorticium molare (Chaillet ex Fr.) Jülich & Stalpers
- Hydnum membranaceum Bull.
- Odontia stenodon (Pers.) Bres.
- Oxydontia stenodon (Pers.) L.W. Mill.
- Radulum molare Chaillet ex Fr.
- Sarcodontia stenodon (Pers.) Nikol[2].

Polską nazwę nadał Władysław Wojewoda w 1973 r.

## Morfologia
Owocnik
Początkowo kolisty, potem szeroko rozpostarty, przylegający, w stanie świeżym nieco wodnisty, w stanie suchym błoniasty. Powierzchnia biaława do bladożółtej i nieco ochrowej, często z przezroczystymi, szarawymi lub fioletowymi obszarami. Hymenofor hydnoidalny (kolczasty) do raduloidalnego z rzadkimi lub gęstymi zębami lub kolcami, czasami widoczne gładkie hymenium. Kolce lub zęby nieregularne, mocne, stożkowe, cylindryczne lub łopatkowate, często u podstawy zgrubiałe, o długości 1–3 mm i szerokości u nasady 0,3–1 (2) mm, gładkie lub prawie gładkie, rogowate i brązowe do ciemnobrązowych w kierunku wierzchołka. U starych okazów kontekst staje się brązowawy. Subikulum grubości 0,5–1 mm, raczej zwarte, czasem włókniste, białawe do żółtawego. Brzeg zdeterminowany, ostry, gładki, owłosiony, orzęskowany, krótko włóknisty lub kolczasty, białawy ze sterylnymi frędzlami, które po wyschnięciu stają się ochrowe.
Cechy mikroskopowe
System strzępkowy monomityczny, wszystkie strzępki z prostymi przegrodami. Strzępki w subhymenium o średnicy 2–4 μm, zlepione i niewyraźne, z nieco pogrubioną ścianą, szkliste lub prawie szkliste. Strzępki tramy zlepione i prawie niewyraźne, o szerokości 2–3 (4) μm, grubościenne, szkliste do żółtawych. Strzępki subikulum ułożone równolegle i ciasno upakowane, ale wyraźniejsze niż inne strzępki, regularne, o szerokości 2–3 (4) μm, z pogrubiającą ścianką, szkliste do bladożółtych. Cystyd brak, ale są słabo rozgałęzione dendrohyfidy. Podstawki maczugowate z długimi szypułkami, sinusoidalne, (35) 40–60 (75) × (7) 8,5–11 μm na wierzchołku, wypełnione kroplami oleju, strzępkowate przy przegrodzie bazalnej, z 4 sterygmami o długości do 4 (6) μm. Bazydiospory elipsoidalne, (8) 9–12 (13) × (6) 6,5–7 (7,5) µm, gładkie, cienkościenne lub z nieco pogrubioną ścianą (poniżej 0,5 µm grubości), szkliste do bardzo bladożółtych, nieamyloidalne, niecyjanofilne.
Gatunki podobne
- woskownik pozrastany (Radulomyces confluens)[5], bardzo pospolity.
- nakorownik radełkowaty (Basidioradulum radula). Różni się budową zarodników[6].

## Występowanie i siedlisko
Występuje tylko w Europie. W Polsce jest dość rzadki.
Grzyb nadrzewny saprotrof. Rośnie na drewnie, głównie drzew liściastych, rzadko iglastych.